# Princeton (Carolina del Nord)
Princeton è un comune degli Stati Uniti d'America, situato in Carolina del Nord, nella contea di Johnston.